# Вулиця Лейтенанта Покладова
Ву́лиця Лейтенанта Покладова — одна з вулиць Кременчука. Протяжність — близько 750 метрів.

## Розташування
Вулиця розташована в центральній частині міста. Починається з дворів приватних будинків і прямує на північний захід через сквер імені Олега Бабаєва до вул. Полковника Гегечкорі.
Проходить крізь такі вулиці (з початку вулиці до кінця):
- Майора Борищака
- Івана Мазепи
- Софіївська

## Історія

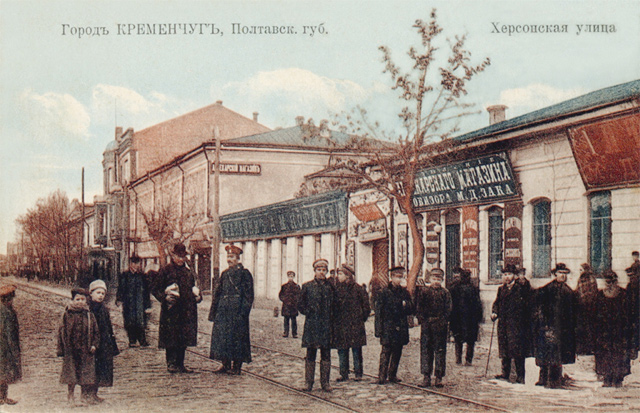
Вулиця Херсонська

Раніше вулиця Лейтенанта Покладова називалася Херсонською. Таку назву вулиця отримала через те, що по ній проходив поштовий тракт на Херсон. Сьогоднішня вулиця у минулому була однією з головних у місті — вона поєднувала Кременчук та Крюків, тому що сюди виходив перший наплавний міст. Херсонська довго була однією з найбільш заселених вулиць, тут розташовувалися банк, училище, гімназія та цілий ряд готелів. На Херсонській був розміщений театр мініатюр, в якому в 1912 р. з'явився актор-початківець, 17-річний одесит Леонід Утьосов.
За радянських часів і до 2016 року вулиця Лейтенанта Покладова мала назву вулиця Карла Маркса.

## Опис
Вулиця розташована у центральній частині міста, на ній розташовані переважно багатоповерхові будівлі. Вулиця в основному використовується для скорочення шляху для переміщення між більш великими вулицями.

## Походження назви

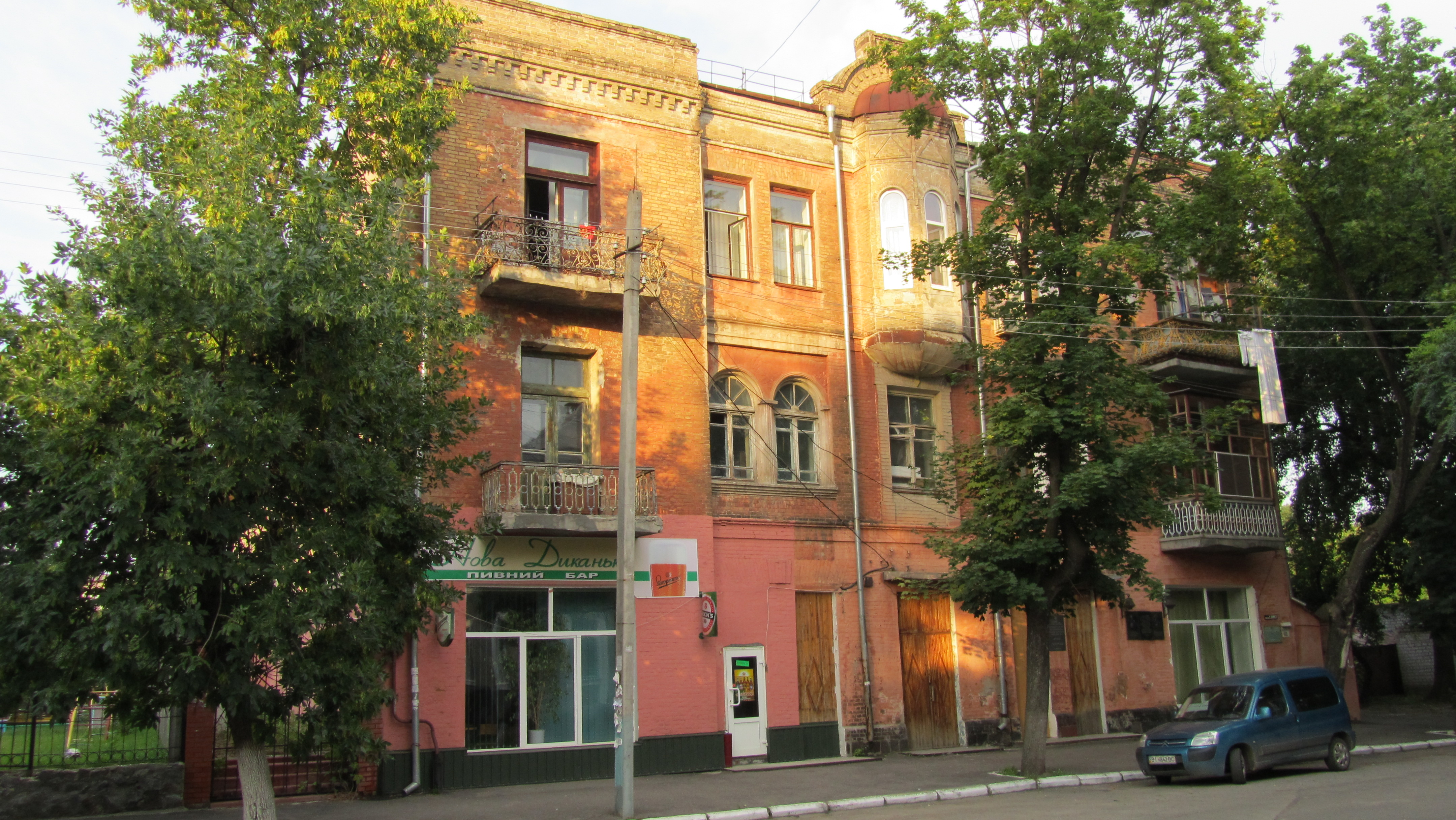
Будинок колишнього готелю «Вікторія»

Вулиця названа на честь старшого лейтенанта Збройних Сил України Андрія Покладова, який загинув у 2015 році під час російсько-української війни.

## Будівлі та об'єкти
Перш за все вулиця відома розташованими на ній пам'ятками архітектури:
- Буд. № 3. Готель «Пальміра» (кін. XIX ст.)[2].
- Буд. № 10-а. Готель «Вікторія» (1884 рік)[1].